# Piazza Vittorio Emanuele II (Pisa)
Piazza Vittorio Emanuele II è una piazza della città di Pisa. 

## Storia
La piazza è frutto di un riassetto urbanistico avvenuto alla fine del XIX secolo conseguente alla realizzazione della nuova stazione ferroviaria di Pisa. Per facilitare l'accesso alla nuova stazione centrale, nel 1864 fu abbattuta la porta San Gilio e le mura circostanti e nello spazio liberato nel 1866 fu creata nuova piazza intitolata a Vittorio Emanuele II e la barriera daziaria

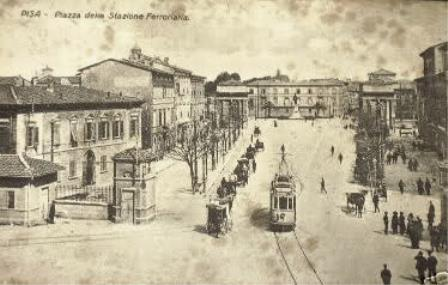
La barriera daziaria in una cartolina d'epoca

Col piano regolatore del 1871 curato da Vincenzo Micheli fu modificata piazza Vittorio Emanuele II a forma ellittica e furono costruiti due padiglioni daziari a forma di archi di Giano. Negli anni 1930, come previsto dal piano regolatore del 1929, furono demoliti i padiglioni daziari e costruiti gli attuali edifici che delimitano la piazza a sud, il palazzo della Provincia e il palazzo delle Poste.
Dal 1881 al 1952 la piazza fu attraversata dai binari della rete tranviaria di Pisa e dalla Tranvia Pisa-Pontedera/Calci.
Tra il secondo dopoguerra e la fine degli anni 50, la piazza fu brevemente chiamata piazza della Repubblica.

## Descrizione
Sulla piazza, a forma ellittica, si affacciano, in senso orario da nord, il palazzo della Camera di Commercio, i neogotici palazzi delle Poste e della Provincia (entrambi del 1929, il secondo originariamente palazzo del Littorio), e il retro della chiesa di Sant'Antonio Abate. Al centro è posto il monumento a Vittorio Emanuele II eseguito da Cesare Zocchi nel 1890.
L'intero perimetro è stato sottoposto a lavori di restauro, con la creazione di un parcheggio sotterraneo, che si sono protratti per oltre dieci anni: l'inaugurazione definitiva è avvenuta l'11 febbraio 2012. In continuità alla piazza, sul lato occidentale, si apre la piazzetta di Sant'Antonio, celebre per il murale Tuttomondo di Keith Haring sul fianco dell'omonima chiesa.
La piazza costituisce il termine meridionale di corso Italia, di fronte alla stazione ferroviaria.
Nella piazza si tengono vari eventi e mercatini temporanei.